# Johann Haslinglehner
Johann Georg Haslinglehner, auch Georg Haslinglehner (* 7. September 1811 in Großendorf, Gemeinde Ried im Traunkreis, heute Bezirk Kirchdorf an der Krems; † 30. Juli 1874 in Viechtwang, heute Gemeinde Scharnstein, Bezirk Gmunden) war Sensenwerksbesitzer und Abgeordneter zum Österreichischen Abgeordnetenhaus.

## Leben
Johann Haslinglehner war Sohn des gleichnamigen Taglöhners Johann Haslinglehner († 1839). Ab 1842 war er Besitzer des Sensenwerks Nieder Wörth in Viechtwang. Im Jahr 1874 ging er in den Konkurs und verübte am 30. Juli 1874 im Alter von 62 Jahren Selbstmord  (laut Sterbeeintrag starb er an Geisteszerrüttung, Selbstmord durch Erschießen).
Er war von 1871 bis 1874 Mitglied im Oberösterreichischen Landtag (V. Wahlperiode), als Abgeordneter der Landgemeinden (Wahlbezirk Gmunden). Von 1850 bis 1872 war er Bürgermeister von Viechtwang.
Er war römisch-katholisch und ab 1845 verheiratet mit Maria Aloisia Moser († 1870), mit der er zwei Töchter und zwei Söhne hatte.

## Politische Funktionen
Johann Haslinglehner war vom 27. Dezember 1871 bis zum 7. September 1873 Abgeordneter des Abgeordnetenhauses im Reichsrat (IV. Legislaturperiode) und war dort für die Kurie Oberösterreich, Landgemeinden (Vöcklabruck, Frankenmarkt, Schwanenstadt, Mondsee, Gmunden, Ischl, Ried, Obernberg, Haag, Schärding, Raab, Engelszell, Peuerbach, Braunau, Mauerkirchen, Mattighofen, Wildshut) zuständig.

## Klubmitgliedschaften
Johann Haslinglehner war ab dem 17. Januar 1872 Mitglied im Klub der Verfassungspartei.